# Laimes

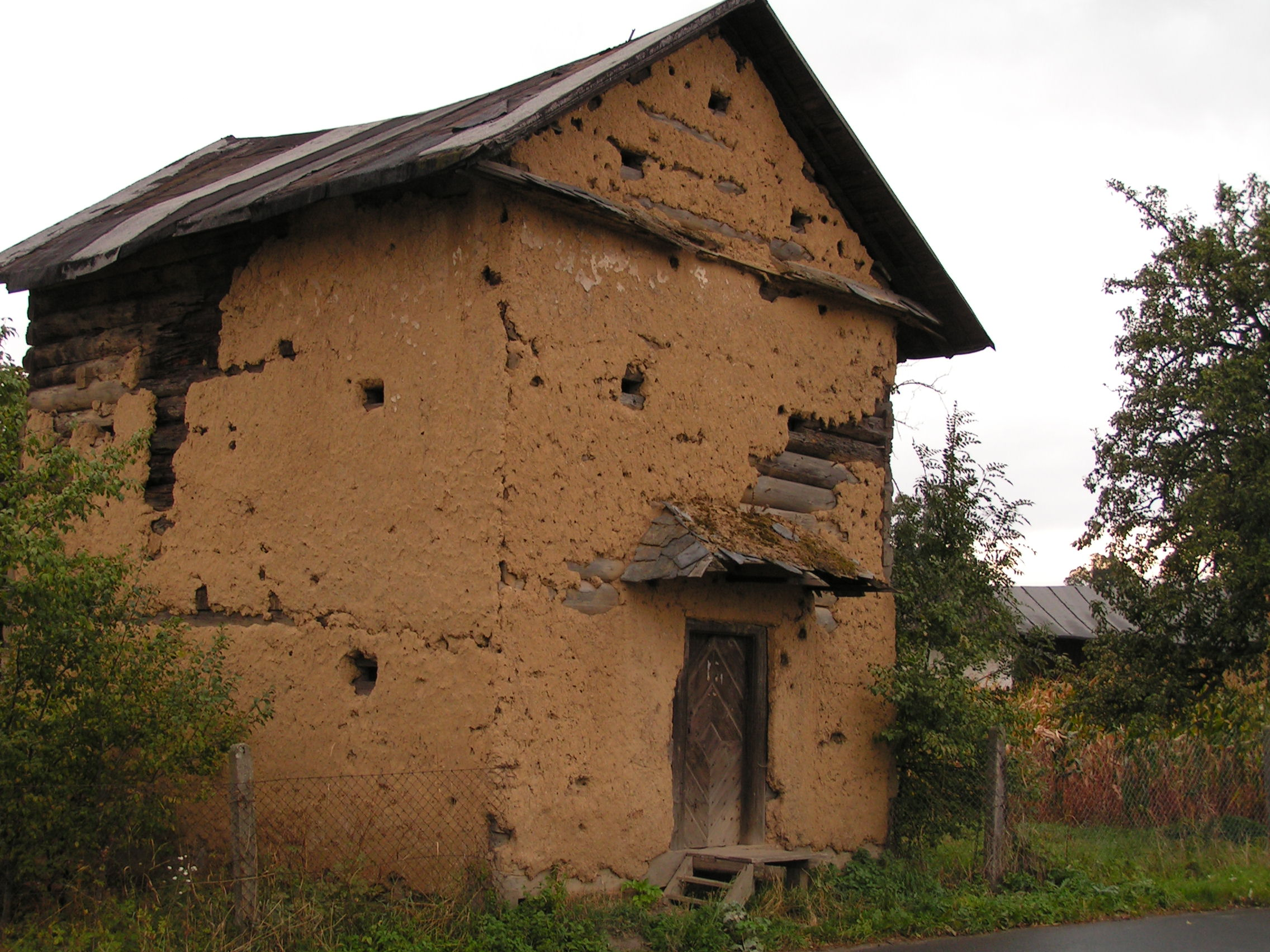
Ein Laimes in Rozumice (Rösnitz)

Laimes sind kleine bis große Speicher, die vorwiegend in Oberschlesien verbreitet sind/waren, aber auch im östlichen Niederschlesien. Der Name Laimes stammt vermutlich vom Wort Lehmhaus ab. Weitere Namen für die Speicher sind Lehmes und Lehmsel.
Bei Laimes handelt es sich um freistehend vom Wohnhaus zur Straßenseite hin errichtete Holzspeicher, die mit einer Schicht Lehm überzogen wurden.